# Taya Valkyrie
Kira Renée Magnin-Forster (n. 22 octombrie 1983, Victoria, British Columbia, Canada), mai cunoscută sub numele de ring Taya Valkyrie, este o luptătoare wrestling profesionistă canadiană, concurentă de fitness și model. Ea este semnată cu All Elite Wrestling (AEW), unde este jumătate din The Vendetta cu Deonna Purrazzo. De asemenea, luptă în Ring of Honor (ROH), în Lucha Libre AAA Worldwide (AAA) din Mexic, unde este de patru ori campioană AAA Reina de Reinas; în Major League Wrestling (MLW) — unde este campioana inaugurală MLW Featherweight Women; și în National Wrestling Alliance (NWA). Valkyrie deține recordul pentru cele mai lungi domnii ca Impact Knockouts și AAA Reina de Reinas Champion.
Ea a luptat anterior în Impact Wrestling – unde este fosta (și cea mai longevivă) campioană Impact Knockouts și de două ori Impact Knockouts World Tag Team Champion – a luptat pentru scurt timp cu WWE sub numele de ring Franky Monet.